# پدانا
پدانا (به انگلیسی: Pedana) یک منطقهٔ مسکونی در هند است که در Pedana mandal واقع شده‌است. پدانا ۲۰٫۷۲ کیلومتر مربع مساحت و ۳۰٬۷۲۱ نفر جمعیت دارد و ۰ متر بالاتر از سطح دریا واقع شده‌است.